# Paarse zeezeiler
De paarse zeezeiler (Janthina janthina) is een zeeslakkensoort die behoort tot de familie Epitoniidae.

## Kenmerken
Janthina janthina is een planktonetende slak met een pelagische leefwijze en drijft meestal aan het wateroppervlak aan een vlotje van slijmbellen. Dit doen ze door een secreet af te scheiden.
De flinterdunne schelp van Janthina fragilis is tot 25 millimeter hoog en 18 millimeter breed. De kleur van de schelp is blauwpaars. Dit is vrij bijzonder: er zijn heel weinig schelpdiersoorten met een blauwgekleurde schelp. 
Het dier komt alleen voor in warme wateren en leeft daar van pelagische staatkwallen, zoals het Bezaantje.